# Жаблєк
Жаблєк (словен. Žabljek) — поселення в общині Словенська Бистриця, Подравський регіон‎, Словенія.